# Лейк-Сесешен (Південна Кароліна)
Лейк-Сесешен (англ. Lake Secession) — переписна місцевість (CDP) в США, в окрузі Аббвілл штату Південна Кароліна. Населення — 1058 осіб (2020).

## Географія
Лейк-Сесешен розташований за координатами 34°17′19″ пн. ш. 82°35′18″ зх. д. / 34.28861° пн. ш. 82.58833° зх. д. (34.288497, -82.588359).  За даними Бюро перепису населення США в 2010 році переписна місцевість мала площу 18,69 км², з яких 14,58 км² — суходіл та 4,11 км² — водойми.

## Демографія
Згідно з переписом 2010 року, у переписній місцевості мешкали 1083 особи в 478 домогосподарствах у складі 335 родин. Густота населення становила 58 осіб/км².  Було 910 помешкань (49/км²).
Расовий склад населення:
| - 95,7 % — білих - 2,5 % — чорних або афроамериканців - 0,4 % — корінних американців - 0,1 % — азіатів |

До двох чи більше рас належало 1,4 %. Частка іспаномовних становила 0,4 % від усіх жителів.
За віковим діапазоном населення розподілялося таким чином: 17,8 % — особи молодші 18 років, 58,1 % — особи у віці 18—64 років, 24,1 % — особи у віці 65 років та старші. Медіана віку мешканця становила 51,3 року. На 100 осіб жіночої статі у переписній місцевості припадало 96,9 чоловіків;  на 100 жінок у віці від 18 років та старших — 100,5 чоловіків також старших 18 років.
Середній дохід на одне домашнє господарство  становив 60 447 доларів США (медіана — 41 111), а середній дохід на одну сім'ю — 68 340 доларів (медіана — 57 500). За межею бідності перебувало 23,9 % осіб, у тому числі 10,4 % дітей у віці до 18 років та 2,6 % осіб у віці 65 років та старших.
Цивільне працевлаштоване населення становило 455 осіб. Основні галузі зайнятості: виробництво — 22,2 %, освіта, охорона здоров'я та соціальна допомога — 15,2 %, науковці, спеціалісти, менеджери — 13,6 %.